# Tim Boyle
(en) Statistiques sur pro-football-reference
Tim Boyle, né le 3 octobre 1994 à Middlefield dans l'État de Connecticut aux États-Unis, est un joueur américain de football américain évoluant au poste de quarterback. Il évolue pour plusieurs équipes en National Football League(NFL) depuis 2018.

## Biographie
Le 4 mai 2018, il signe chez les Packers de Green Bay en tant qu'agent libre non repêchée.
Le 22 mars 2021, il signe un contrat d'un an avec les Lions de Détroit.